# Monguí

Localização de Mongui no departamento de Boyacá.

Mongui é um município no departamento de Boyacá, na Colômbia.